# Leptonychia pallida
Leptonychia pallida är en malvaväxtart som beskrevs av Karl Moritz Schumann. Leptonychia pallida ingår i släktet Leptonychia och familjen malvaväxter. Inga underarter finns listade i Catalogue of Life.